# 牛乳リンダ
牛乳リンダ（ぎゅうにゅうリンダ、7月15日 - ）は、日本の漫画家。女性。蟹座、B型。

## 作品リスト

### 単行本
- きつねとまほうつかい （松文館、全1巻、1998年10月発行） - 成人指定あり
- おはなしのへや―ちっちゃくてあまくてつめたくて （松文館、全1巻、2003年5月16日発行）
- エロチックメルヘン―きつねとまほうつかい・完全版 （松文館、全1巻、2003年11月14日発行）
- ストロベリータイム （松文館、全1巻、2004年5月発行）
- おしえて先生! 1 （芳文社、2005年12月2日発行）  - 続刊なし、未収録分含めて同人誌として全2巻刊行[1]
- 恋敵・スキンシップ （松文館、全1巻、2007年7月28日発行）
- ラブラブ愛してる （青林堂、全1巻、2008年6月23日発行）  - 『まんがライフ』（竹書房）で連載
- ご主人様系ダーリン （新書館、全1巻、2009年5月30日発行）
- ラブダチ （秋田書店、 全2巻、2010年10月15日発行）
- DRACU-RIOT! Canopus （原作：ゆずソフト、エンターブレイン、全1巻、2013年10月25日発行）
- 悪魔と恋なんかしません! （秋田書店、全1巻、2014年10月20日発行）
- とろとろの恋 （オークス、全1巻、2015年6月25日発行） - 成人指定あり

### 単行本未収録
- 純情ハレンチキッズ （『チャンピオンREDいちご』2012年3月号 - 2013年3月号、連載終了[2]）

### アンソロジー
- 百合姫Wildrose
  - 百合姫Wildrose (2) 読み切り「ゆれてはずんで」[3]
  - 百合姫Wildrose (5) 読み切り「まっかなおんなのこ」[4]